# Гиппий меньший
Гиппий меньший (Иппиас меньший; др.-греч.  Ἱππίας ἐλάττων), или «О лжи» — сократический диалог Платона, в котором Сократ приводит известного древнегреческого софиста Гиппия к затруднению, связанному с обсуждением вопроса, что лучше, сознательное или неумышленное зло. 
По мысли А. Ф. Лосева, одно из важнейших значений происходящего в диалоге то, что Сократ показывает: софистический метод, во владении которым он оказывается лучшим, чем профессиональный софист Гиппий, не ведет ни к какому настоящему знанию. А. Ф. Лосев отнес «Гиппия меньшего» к сочинениям переходным от раннего к зрелому периоду. По названию «Гиппий меньший» отсылает к «Гиппию большему», соответственно, более объемному диалогу с теми же главными собеседниками.

## Содержание
После речи Гиппия, посвященной тому, что Ахилл более достойный (ἄριστον), чем Одиссей, Сократ пытается разобраться в основаниях этого тезиса. Гиппий ссылается на Гомера, который изобразил Ахилла доблестным, Нестора мудрым, а Одиссея хитроумным (πολυτροπώτατον — 364с), т.е. способным на обман. 
Сократ парирует, вынуждая Гиппия связать хитроумие и разум (φρονήσεως — 365е). Далее Сократ ставит вопрос, не лучше ли тот, кто может говорить правду (ἀληθῆ) или ложь (ψευδῆ) по своему умыслу, чем тот, кто говорит правду или лжет в силу своего невежества. 
Перебирая разные «искусства» (τέχνας), в т.ч. геометрию и астрономию, Сократ приводит Гиппия к обобщению, что сознательное зло вообще лучше, чем невольное, поскольку подразумевает наличие знания (ἐπιστήμη). Поэтому Одиссей более сведущий, чем Ахилл. Из этого следует, что «тот, кто добровольно погрешает и чинит постыдную несправедливость — если только такой человек существует, — будет не кем иным, как человеком достойным» (376 с). 
Гиппий не соглашается с этим, Сократ также: «Да я и сам здесь с собой не согласен, Гиппий, но все это с необходимостью вытекает из нашего рассуждения» (376 с). Сократ заканчивает диалог мыслью, что как же могут разобраться с этой сложностью обычные люди (к которым Сократ относит и себя), если в этом не могут разобраться и мудрецы (σοφοί).

## Переводы на русский язык
- Иппиас меньший — перевод В. Н. Карпова, 1863.
- Меньший Иппий — перевод Вл. С. Соловьёва, М. С. Соловьёва и С. Н. Трубецкого, 1899.
- Гиппий меньший — перевод Я. М. Боровского, 1924.
- Гиппий меньший — перевод Шейнман, Сесиль Яковлевна, 1986 (Платон Диалоги / Пер. с древнегреч.; Сост., ред. и авт. вступит. статьи А. Ф. Лосев; Авт. примеч. А. А. Тахо-Годи. — М.: Мысль, 1986).